# Lyžařská stopa
Lyžařská stopa (nebo jen stopa) je strojem (sněžným skútrem nebo sněžnou rolbou) nebo lyžařem vyjetá dráha určená pro lyžování na běžkách. Při závodech v běhu na lyžích klasickou technikou je nezbytnou součástí příslušné závodní tratě.

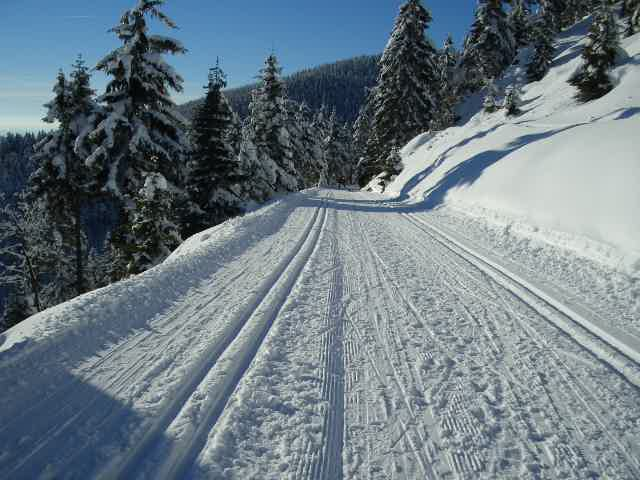
Lyžařská stopa